# Почесна Грамота Президента України за активну благодійницьку діяльність у гуманітарній сфері
Почесна Грамота Президента України за активну благодійницьку діяльність у гуманітарній сфері — відзнака Президента України, встановлена з метою відродження традицій меценатства, підтримки та заохочення благодійницької діяльності в гуманітарній сфері України.

## Історія нагороди
- 20 липня 1999 Указом Президента України Л. Д. Кучми № 880/99 заснована відзнака Президента України — Почесна Грамота Президента України за активну благодійницьку діяльність у гуманітарній сфері. Цим же Указом затверджено Положення про Почесну Грамоту.
- 16 березня 2000 року Верховна Рада України прийняла Закон України «Про державні нагороди України». Почесна Грамота — єдина з відзнак Президента України, заснованих до прийняття Закону, що не отримала свого відповідника серед встановлених Законом державних нагород України. Разом з тим, було установлено, що одним з видів державних нагород є президентська відзнака; дія Закону поширюється на правовідносини, пов'язані з нагородженням осіб, нагороджених відзнаками Президента України до набрання чинності цим Законом; рекомендовано Президентові України привести свої укази у відповідність із цим Законом.

## Положення про Почесну Грамоту
- Почесна Грамота Президента України за активну благодійницьку діяльність у гуманітарній сфері (далі — Почесна Грамота Президента України) є відзнакою Президента України, заохоченням за активну благодійницьку діяльність, вагомий внесок у розвиток гуманітарної сфери, зміцнення її матеріально-технічної бази в Україні.

- Почесною Грамотою Президента України можуть бути нагороджені окремі громадяни, підприємства, установи, організації, колективи трудящих.

- Подання про нагородження Почесною Грамотою Президента України подається на ім'я Президента України Кабінетом Міністрів України, центральними органами виконавчої влади України, Радою міністрів Автономної Республіки Крим, обласними, Київською та Севастопольською міськими державними адміністраціями, керівниками громадських організацій, творчих спілок та об'єднань громадян.

- Подання про нагородження Почесною Грамотою Президента України іноземних громадян та осіб без громадянства вноситься Міністерством закордонних справ України.

- У поданні зазначаються конкретні заслуги громадянина, підприємства, установи, організації, колективу трудящих, які є підставою для нагородження Почесною Грамотою Президента України за активну благодійницьку діяльність.

- За дорученням Президента України Почесну Грамоту Президента України за активну благодійницьку діяльність у гуманітарній сфері можуть вручати Прем'єр-міністр України, Перший віце-прем'єр-міністр України, віце-прем'єр-міністри, міністри, керівники інших центральних органів виконавчої влади, Постійний Представник Президента України в Автономній Республіці Крим, глави обласних, Київської та Севастопольської міських державних адміністрацій.

- Почесна Грамота Президента України вручається нагородженому в обстановці урочистості і гласності.

- У разі смерті особи, якій за життя не було вручено Почесну Грамоту Президента України, вона передається сім'ї померлого для зберігання як пам'ять.

- Бланки Почесної Грамоти Президента України оформлюються у Відділі державних нагород Адміністрації Президента України.

- Про проведення вручення Почесної Грамоти Президента України складається протокол вручення. Протокол підписується особою, яка вручала Почесну Грамоту Президента України, і скріплюється печаткою органу, який проводив вручення. Протокол вручення Почесної Грамоти Президента України не пізніше десяти днів після вручення надсилається до Відділу державних нагород Адміністрації Президента України.

- Облік нагороджених Почесною Грамотою Президента України, а також бланків Почесної Грамоти Президента України здійснюється Відділом державних нагород Адміністрації Президента України.

Передбачена Положенням про Почесну Грамоту можливість нагородження підприємств, установ, організацій, колективів трудящих не збігається з нормою Закону «Про державні нагороди України» — законом передбачена можливість нагородження лише громадян України, іноземців та осіб без громадянства (ст. 5).

## Нагороджені
- Союз Українок Америки (16 серпня 2002)[1]